# Kalil Filho
Munyr Kalil (São Paulo, 2 de dezembro de 1930 — 13 de abril de 1970) foi um radialista, apresentador de telejornalismo e diretor artístico brasileiro.[carece de fontes?] Foi agraciado, em 1961, com o Troféu Imprensa de melhor apresentador(a) de telejornal.

## Vida profissional
A carreira teve início na Rádio Tupi de São Paulo, fazendo Repórter Esso, sendo substituto de Dalmácio Jordão e vice versa. Em 17 de junho de 1952 estreou na TV Tupi (Canal 3, de São Paulo) no Repórter Esso. Kalil Filho foi o primeiro repórter (âncora) da televisão brasileira. No Rio de Janeiro, RJ, era o repórter Gontijo Teodoro, quem apresentava o jornal. A Esso Standart Oil do Brasil deixou de patrocionar o telejornal, depois de dezesseis anos "no ar".
Foi diretor artístico da TV Excelsior, Jornal de Vanguarda (Canal 9, apresentado por Kalil Filho, 1964). Entrevistou a cantora Elis Regina (1965), quando a cantora foi premiada no I Festival de Música Popular Brasileira, com a canção Arrastão dos compositores Edu Lobo e Vinicius de Moraes (TV Excelsior, Canal 9 de São Paulo). 
Apresentou também o programa O Berro - reclamações do povo, na Rádio Excelsior, atual CBN - 1967. 
Em 1967 foi para a Rádio Bandeirantes e apresentava o programa Repórter Sucesso. O Edifício Radiantes, sede da Rádio e TV Bandeirantes, atual Band, no bairro do Morumbi, em São Paulo, sofre um grande incêndio em 1969, destruindo todas as suas instalações. Com câmeras e unidades de videoteipe emprestadas de outras emissoras, Kalil Filho transmitiu o incêndio da TV Bandeirantes, quando a emissora estava comemorando seus dois anos de transmissões.                        
Assumiu a apresentação do programa Show da Manhã da Rádio Panamericana (Jovem Pan). Fazendo o maior sucesso nas manhãs paulistanas.
Kalil Filho sofreu um acidente automobilístico fatal, na então recém-construída Marginal Pinheiros, na entrada da ponte Eusébio Matoso, onde foi atingido por uma caminhão guincho que trafegava na contramão. Deixou esposa Wilma Kalil, e três filhos, Vanessa, Jéssica e Jefferson.

### Bordões jornalísticos
- Alô, Alô, Repórter Esso, alô!
- O primeiro a dar as notícias
- Aqui fala o seu repórter Esso, testemunha ocular da história